# Bahnradsport-Weltmeisterschaften 1914

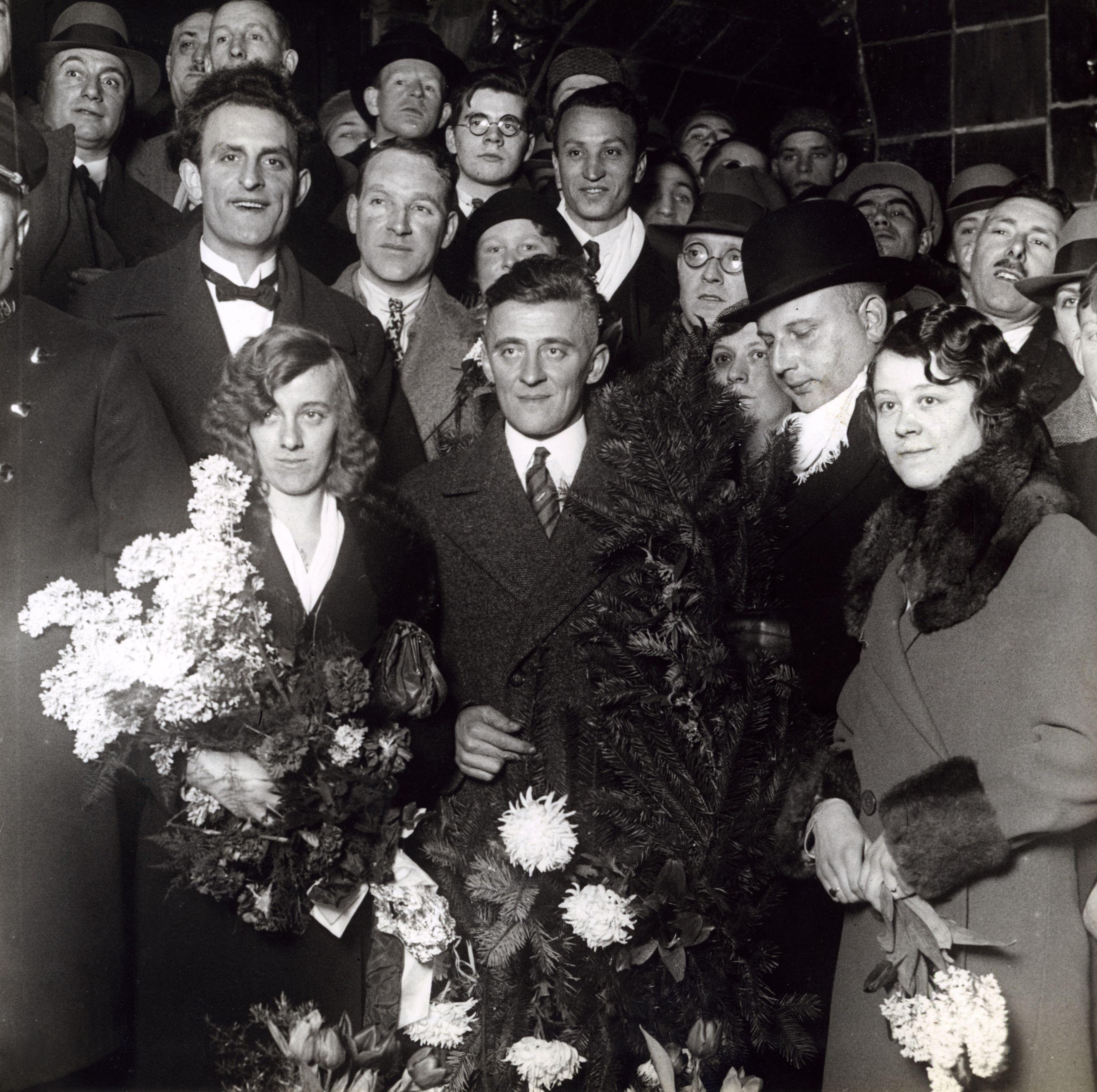
Cor Blekemolen (hier 1932) wurde 1914 Steher-Weltmeister der Amateure

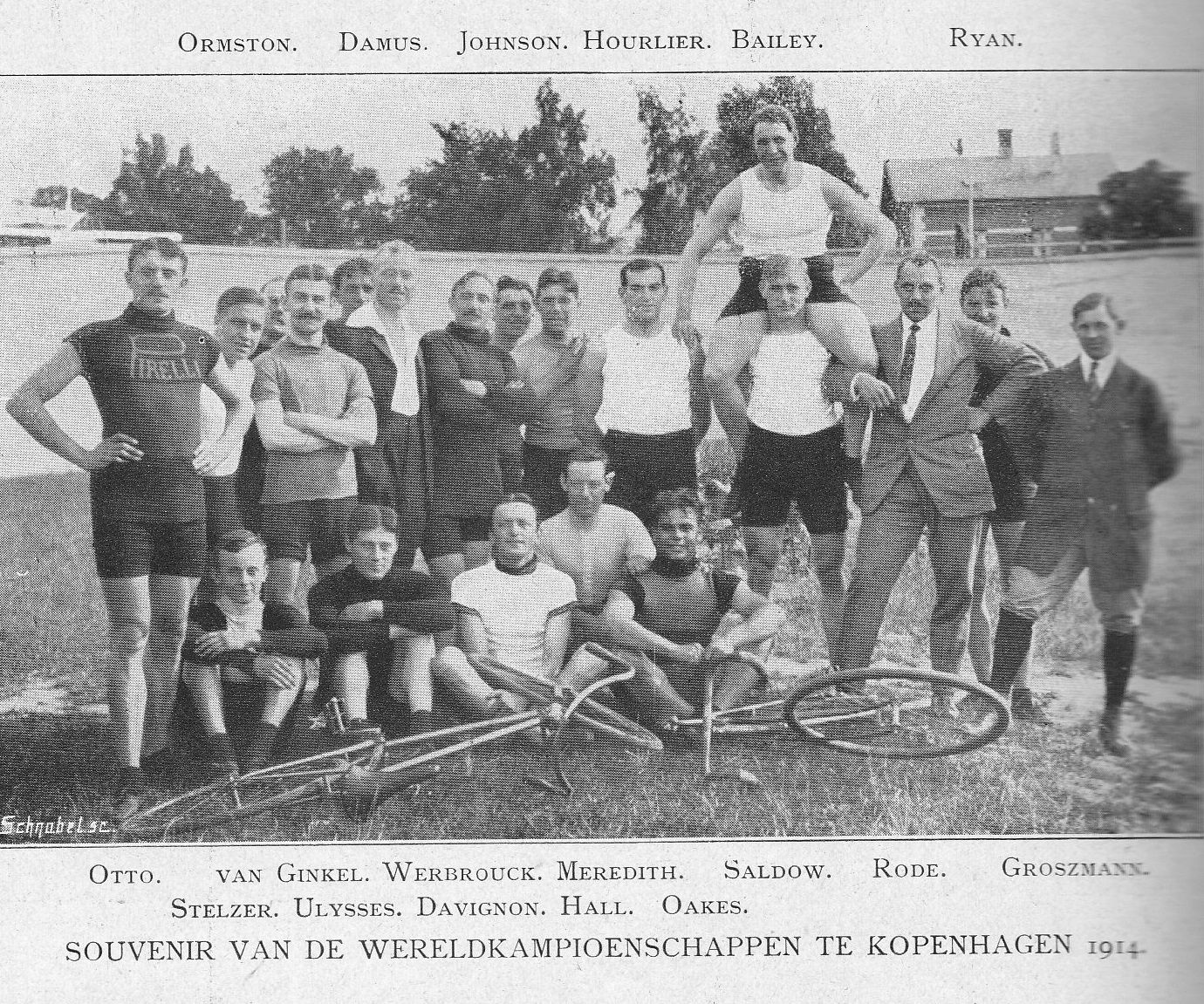
Gruppenbild von teilnehmenden Sportlern

Die Bahnradsport-Weltmeisterschaften 1914 fanden am 2. August 1914 auf der Radrennbahn in Ordrup bei Kopenhagen statt.
Da am 28. Juli 1914 der Erste Weltkrieg ausgebrochen war, erhielten zahlreiche Rennfahrer, die schon angereist waren, ihre Einberufungsbescheide und reisten wieder ab. Daher wurde nur das Rennen der Amateur-Steher als einziger offizieller Wettbewerb ausgetragen. Der Brite Leon Meredith, der schon siebenmal den Titel in dieser Disziplin errungen hatte, galt als Favorit. Lange lag er auch in Führung, musste jedoch überraschend nach 60 Kilometern aufgeben.
Anschließend wurde die Weltmeisterschaft für Amateur-Steher bis 1958 nicht mehr ausgetragen.

## Resultate
Amateure
| Disziplin                | Platz | Land            | Athlet             |
| ------------------------ | ----- | --------------- | ------------------ |
| Steherrennen über 100 km | 1     | Niederlande     | Cor Blekemolen     |
|                          | 2     | Belgien         | Jacques Van Ginkel |
|                          | 3     | Deutsches Reich | Walter Stelzer     |